# Emil Hauptmann
Emil Hauptmann (* 26. Mai 1940 in Königinhof; † 18. Januar 2012 in Regensburg) war ein tschechischer Künstler und Autor mehrerer bekannter tschechischer Zeichentrickfilme für Kinder, u. a. über die Katze Modroočka. Auch als Puppenspieler und Marionettenschnitzer war er in Tschechien sehr erfolgreich tätig.

## Leben
Emil Hauptmann absolvierte von 1965 bis 1969 die Kunstschule in industriellen Uherské Hradiště. Der Tradition seines Großvaters, einem Puppenspieler und Holzschnitzer des 19. und 20. Jahrhunderts in Nordböhmen folgend, beschäftigte er sich ebenfalls mit dem tschechischen Puppenspiel. Nach seiner Ausbildung arbeitete er seit 1969 als Künstler und Autor mehrerer Zeichentrickfilm und Serien für Kinder unter anderem auch mit dem Regisseur Garik Seko und der Künstlerin Hermína Týrlová zusammen. Bekannt war die Kinder-Serie mit Geschichten aus dem Leben der Katze Modroočky (Kater Schnurr mit den blauen Augen, ins Deutsche übersetzt von Otfried Preussler). Er war der Autor und künstlerische Gestalter einer zehnteiligen Animationsserie über "Malá čarodějnice" oder in Deutschland bekannt als "Die kleine Hexe" fürs Fernsehen. Am 18. August 1974 improvisierte er mit Freunden vor Passanten in der Öffentlichkeit ein Puppentheater, wobei kritische Anspielungen auf die früheren kommunistischen Regimes und der sowjetischen Besatzung von jemand anklangen. Die Puppenspieler wurden von der Polizei verfolgt, festgenommen und in einem sehr harten Kromeriz Landgericht wegen angeblicher Volksverhetzung verurteilt. Auch wenn die Anspielungen nicht von Emil kamen, nahm er als Inhaber des Puppentheaters die Schuld auf sich. Neben Emil Hauptmann, der die höchste Strafe erhielt – zweieinhalb Jahre Haft, bekam auch Lenka Fialová 18 Monate in der ersten Sanierungs Gruppe. Durch diese Verhaftung ist er nur noch auf sehr wenigen seiner Werke zu finden. Nach einem Verbot der Ausübung seines Berufes arbeitete er 8 Jahre in der Kanalisation in der Stadt. 1982 bat er darum in die Bundesrepublik Deutschland auswandern zu dürfen, was ihm gewährt wurde. In Deutschland setzte er dann seine künstlerische Arbeit fort. 
Emil Hauptmann arbeitete mit Hermina Týrlová zusammen. Kunstvoll nahm er an vielen Animationsfilmen (meist anonym) teil. Um nur einen Film zu nennen: Ich und mein dvojnožec und ich bin ein weißbärtiger Zrzunda.
Nach 1990 wurde er in der Tschechischen Republik rehabilitiert.